# Give 'Em Hell, Malone
Give 'Em Hell, Malone is een Amerikaanse actie-misdaadfilm uit 2009, geregisseerd door Russell Mulcahy.

## Verhaal
Voormalig privédetective en nu huurling Malone wordt ingehuurd om een koffer op te halen uit een gebouw. Malone loopt echter in een val, als hij daar wordt geconfronteerd met gewapende gangsters. Hij blijft de enige overlevende na een gevecht en begint zijn eigen onderzoek om te achterhalen waarom hij in de val is gelokt.

## Rolverdeling
| Acteur           | Personage           |
| ---------------- | ------------------- |
| Thomas Jane      | Malone              |
| Ving Rhames      | Boulder             |
| Elsa Pataky      | Evelyn              |
| French Stewart   | Frankie the Crooner |
| Leland Orser     | Murphy              |
| Gregory Harrison | Whitmore            |
| Doug Hutchison   | Matchstick          |